# Municipio de Rochester (Kansas)
El municipio de Rochester (en inglés: Rochester Township) es un municipio ubicado en el condado de Kingman en el estado estadounidense de Kansas. En el año 2010 tenía una población de 168 habitantes y una densidad poblacional de 1,79 personas por km².

## Geografía
El municipio de Rochester se encuentra ubicado en las coordenadas 37°25′45″N 98°17′12″O / 37.42917, -98.28667. Según la Oficina del Censo de los Estados Unidos, el municipio tiene una superficie total de 93.94 km², de la cual 93,86 km² corresponden a tierra firme y (0,09 %) 0,09 km² es agua.

## Demografía
Según el censo de 2010, había 168 personas residiendo en el municipio de Rochester. La densidad de población era de 1,79 hab./km². De los 168 habitantes, el municipio de Rochester estaba compuesto por el 100 % blancos. Del total de la población el 4,17 % eran hispanos o latinos de cualquier raza.